# 欧州政治共同体 (1952年)
欧州政治共同体（おうしゅうせいじきょうどうたい、European Political Community）は、1952年に設立が提唱されたヨーロッパの共同体。既存の欧州石炭鉄鋼共同体や同時期に設立が提唱されていた欧州防衛共同体とともに、ヨーロッパにおける国家間の政治協力が企図されていた。欧州政治協力とは異なる。
欧州政治共同体条約案は欧州石炭鉄鋼共同体総会（のちの欧州議会）によって起草され、発効していれば総会は直接選挙が実施されることになっていた。また加盟国議会によって任命される上院や、議会に対して責任を有する超国家的な執行機関も設けられることになっていた。
ところが欧州政治共同体構想は、1954年にフランス国民議会が構想実現により自国の国家主権を著しく損なうことを恐れたために欧州防衛共同体条約批准を拒否したことを受けて断念された。このため欧州政治共同体構想は破棄されることとなった。